# Grünau (Namibie)
Pour les articles homonymes, voir Grünau.
Grünau est une localité située dans la région de ǁKaras, au sud de la Namibie, à l'ouest de Karasburg. Elle est reliée aux poste-frontières sud-africains  de Noordoewer par la route nationale B1 et de Nakop par la route nationale B3, constituant ainsi un carrefour routier important. Elle est aussi desservie par la voie ferrée reliant Windhoek à Upington, et dispose d'une gare. Grünau appartient à la circonscription électorale de Karasburg.
Une petite usine de dessalement a été construite en 2020 pour remédier à la mauvaise qualité des eaux souterraines de la localité.
La localité a reçu le statut de "village" en 2025, ce qui lui confère une plus grande liberté administrative. 